# Philip Toone
Philip Toone (sinh năm 1965) là một chính khách người Canada, người đã được bầu vào Hạ viện Canada trong cuộc bầu cử năm 2011.

## Đầu đời
Philip Toone sinh ra ở Ottawa năm 1965. Ông hiện đang sống ở Maria, Quebec, với người bạn đời của mình 13 năm. Nghề nghiệp trước đây của ông là giáo viên và công chứng viên.

## Kết quả bầu cử
|                                                     | Dân chủ Mới                                         | Philip Toone                                        | 12,427            | 33.76             | +26.78 | không có danh sách |
|                                                     | Bloc Québécois                                      | Daniel Côté                                         | 11,650            | 31.64             | −8.46  | $39,768.78         |
|                                                     | Bảo thủ                                             | Régent Bastien                                      | 6,292             | 17.09             | −5.75  | $48,704.71         |
|                                                     | Tự do                                               | Jules Duguay                                        | 5,533             | 15.03             | −11.93 | không có danh sách |
|                                                     | Xanh                                                | Julien Leblanc                                      | 913               | 2.48              | −0.63  | $328.10            |
| Tổng số phiếu hợp lệ/Hạn mức chi                    | Tổng số phiếu hợp lệ/Hạn mức chi                    | Tổng số phiếu hợp lệ/Hạn mức chi                    | 36,815            | 100.0             |        | $90,208.08         |
| Tổng số phiếu bị từ chối, bỏ đánh dấu và bị từ chối | Tổng số phiếu bị từ chối, bỏ đánh dấu và bị từ chối | Tổng số phiếu bị từ chối, bỏ đánh dấu và bị từ chối | 571               | 1.53              | +0.33  |                    |
| Tổng cộng                                           | Tổng cộng                                           | Tổng cộng                                           | 37,386            | 53.85             | −0.26  |                    |
| Cử tri đủ điều kiện                                 | Cử tri đủ điều kiện                                 | Cử tri đủ điều kiện                                 | 69,429            |                   |        |                    |
|                                                     | Dân chủ Mới nắm giữ từ Bloc Québécois               | Dân chủ Mới nắm giữ từ Bloc Québécois               | Hiệu ứng rung lắc | Hiệu ứng rung lắc | +17.62 |                    |
| Nguồn:                                              |                                                     |                                                     |                   |                   |        |                    |

|                                                     | Bloc Québécois                                      | Raynald Blais                                       | 21,446            | 55.67             | +13.10 | $44,886.71         |
|                                                     | Tự do                                               | Georges Farrah                                      | 12,579            | 32.65             | −20.15 | $44,503.86         |
|                                                     | Bảo thủ                                             | Guy De Coste                                        | 2,636             | 6.84              | +4.17  | $12,110.72         |
|                                                     | Xanh                                                | Bob Eichenberger                                    | 1,060             | 2.75              | –      | không có danh sách |
|                                                     | Dân chủ Mới                                         | Philip Toone                                        | 805               | 2.09              | +0.13  | $1,695.37          |
| Tổng số phiếu hợp lệ/Hạn mức chi                    | Tổng số phiếu hợp lệ/Hạn mức chi                    | Tổng số phiếu hợp lệ/Hạn mức chi                    | 38,526            | 100.00            |        | $79,194            |
| Tổng số phiếu bị từ chối, bỏ đánh dấu và bị từ chối | Tổng số phiếu bị từ chối, bỏ đánh dấu và bị từ chối | Tổng số phiếu bị từ chối, bỏ đánh dấu và bị từ chối | 559               | 1.43              |        |                    |
| Tổng cộng                                           | Tổng cộng                                           | Tổng cộng                                           | 39,085            | 56.57             | −5.93  |                    |
| Cử tri đủ điều kiện                                 | Cử tri đủ điều kiện                                 | Cử tri đủ điều kiện                                 | 69,089            |                   |        |                    |
|                                                     | Bloc Québécois notional gain from Tự do             | Bloc Québécois notional gain from Tự do             | Hiệu ứng rung lắc | Hiệu ứng rung lắc | +16.62 |                    |

|  | Bloc Québécois   | Marcel Gagnon  | 20,423 |
|  | Tự do            | Julie Boulet   | 20,408 |
|  | Alberta Alliance | Eric Labranche | 2,588  |
|  | Marijuana        | Paul Giroux    | 1,020  |
|  | Dân chủ Mới      | Philip Toone   | 672    |